# Gudmund Jöran Adlerbeth

Minnesmedalj utgiven av Svenska Akademien 1818, till minne av Gudmund Jöran Adlerbeth. Graverad av Johan Salmson.

Gudmund Jöran Adlerbeth (även Georg), född 21 maj 1751 i Jönköping, död 7 oktober 1818 på Ramsjöholm, var en svensk friherre, författare och politiker. Han var ledamot av Svenska Akademien på stol 9 från Akademiens instiftande 1786. Han var far till Jakob Adlerbeth.

## Biografi
Gudmund Jöran Adlerbeth föddes 1751 i Jönköping. Han var son till assessorn Jakob Fredrik Adlerbeth i Göta hovrätt och Anna Maria Spalding.
Adlerbeth uppfostrades på familjens gods Ramsjöholm vid Huskvarnaån med sin far, assessor Adlerbeth, som lärare. Adlerbeth blev 1768 student vid Uppsala universitet.
År 1771 ingick han i en kunglig krigsexpedition, där han 1773 befordrades till kopist och kanslist. I Uppsala blev han invald i sällskapet Apollini sacra och i Stockholm ledamot av sällskapets modersamfund Utile Dulci. År 1773 blev han genom författaren Gustaf Fredrik Gyllenborg presenterad för Gustav III. Samma år blev Adlerbeth ledamot av Musikaliska akademien, vars sekreterare han var en period. Som en följd av sin fria översättning av Racines Iphigénie började han arbeta konstnärligt vid hovet.
1774 följde Adlerbeth kungen på resor inom landet och blev protokollssekreterare. Han utnämndes 1778 till riksantikvarie (vilket han var till 1793) och till kungens handsekreterare. 1783 följde han kungen på en resa till Italien. 1786 blev han ledamot av Svenska akademien vid dess stiftande. Samma år blev han även ledamot av Vitterhetsakademien, i vilken han blev sekreterare. Han blev kansliråd 1787 och året därpå, 1788, ledamot av Vetenskapsakademien. 1793 tog han avsked från sekreterarplatsen i Vitterhetsakademien. Vid kanslikollegiets upplösning 1801 fick han plats i det så kallade kanslersgillet. Han blev också ledamot av Vetenskapssocieteten i Uppsala och 1812 hedersledamot av Lantbruksakademien. Han var medlem i 1811–1814 års psalmbokskommitté. Adlerbeth var personlig vän till Gustaf Fredrik Gyllenborg, Carl Gustaf af Leopold, Johan Gabriel Oxenstierna och Nils von Rosenstein.
Adlerbeth bidrog starkt till antagandet av 1809 års författning. Han var då en av de mest inflytelserika ledamöterna i konstitutionsutskottet och i tryckfrihetskommittén, som utarbetade de nya grundlagarna. Med hjälp av sitt anseende hos adeln drev han igenom att den nya regeringsformen antogs snabbt utan strider. Samma år utnämndes han till statsråd och friherre. 1815 fick han på begäran avsked från statsrådsämbetet. Han deltog i 1817 års riksdag som ordförande i expeditionsutskottet. Året därpå dog han den 7 oktober 1818 på Ramsjöholm.

### Familj
Adlerbeth gifte sig 22 april 1781 i Stockholm med Karin Ridderborg (1760–1815). Hon var dotter till överstelöjtnanten Carl Adolf Ridderborg och Catharina Printzensköld. De fick tillsammans sonen sekreteraren Jakob Adlerbeth (1785–1844) vid ecklesiastikexpeditionen. Adlerbeth och Ridderborg skiljde sig 13 juni 1792. Hon gifte om sig med majoren Fredrik Lagercrantz.